# Plus-moins
Cet article concerne une statistique sportive. Pour le signe ±, voir signe plus ou moins.

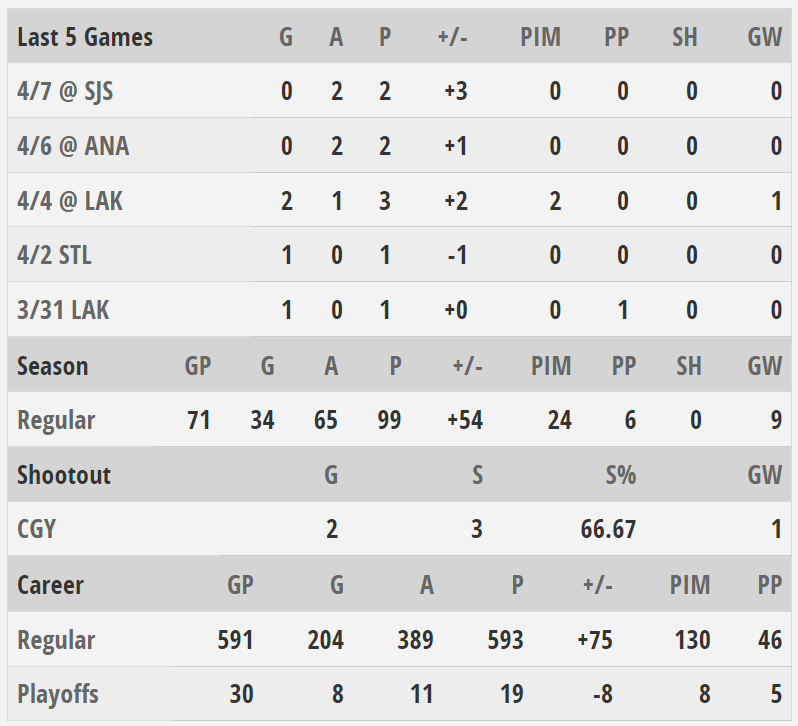
Tableau des statistiques de la saison du joueur Johnny Gaudreau des Calgary Flames, en 2022.

Le plus-moins ou +/-, aussi appelé différentiel plus-moins, est une statistique de hockey sur glace et basket-ball mesurant la différence de buts ou points lorsqu'un joueur en particulier est sur la glace ou sur le parquet. 
Un joueur obtient un +1 lorsqu'il est sur la glace et que son équipe marque un but en étant à égalité numérique ou en infériorité numérique (cela n'a pas d'importance si la cage est vide ou non). En revanche, il reçoit un -1 lorsqu'il est sur la glace et que l'équipe adverse inscrit un but dans ces circonstances. 
Un but inscrit en avantage numérique n'est comptabilisé pour aucun des joueurs présents à ce moment-là.
Ce paramètre est parfois nommé ratio plus-moins, même s'il s'agit d'une différence et non d'un ratio. Cette différence est donc influencée par le niveau du joueur mais également par celui de ses coéquipiers. Elle est affectée par la performance de l'équipe.
Cette statistique est calculée lors d'un match et peut être cumulée sur la saison. Elle est observée surtout chez les défenseurs et les attaquants ayant un rôle défensif alors que les attaquants offensifs sont plus souvent jugés pour les buts et assistances marqués.

## Historique
Cette statistique est calculée depuis 1968 par la Ligue nationale de hockey (LNH). Les Canadiens de Montréal ont commencé à la mesurer dans les années 1950 avant d'être imités par diverses équipes dans les années 1960. Emile Francis est souvent crédité de la conception du système, mais il a surtout popularisé et adapté le système utilisé par les Canadiens. Le Trophée plus-moins de la LNH a été créé en 1983 et récompense le joueur ayant la meilleure différence en fin de saison régulière.
Le 11 décembre 1977, Thomas Bladon réalise un record de +10 en une partie de LNH.